# 타피오카 펄

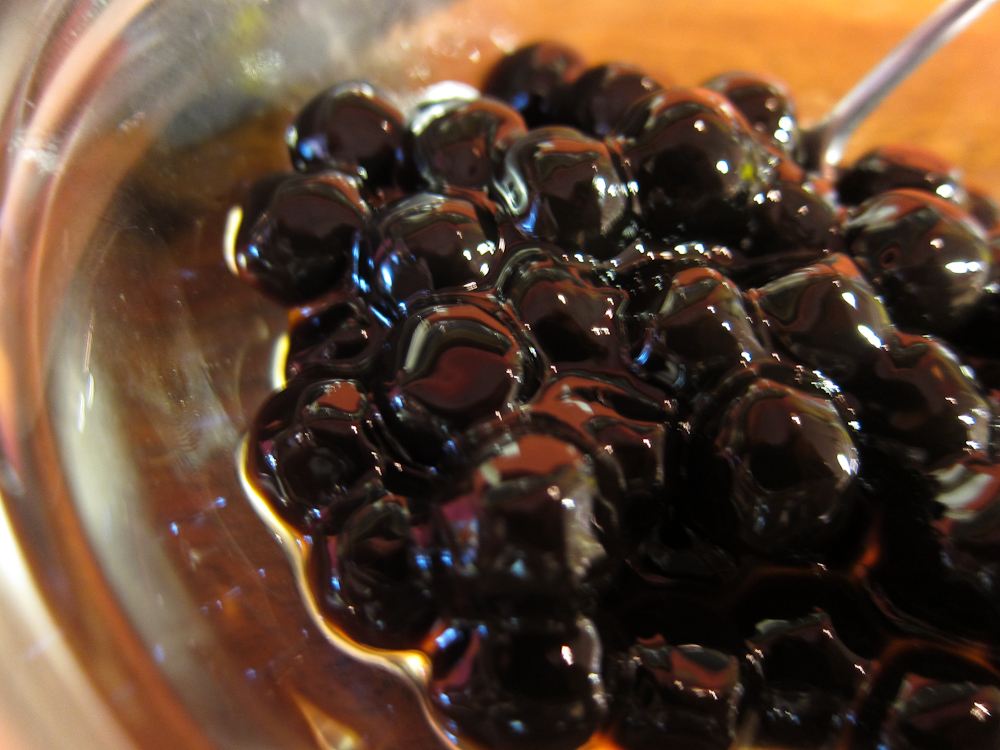
타피오카 펄

타피오카 펄(영어: Tapioca pearl)은 때로 "타피오카"로도 불리는 카사바 녹말로 만든 반투명하고 둥근 쫄깃쫄깃한 식품이다. 호화시킨 카사바 녹말을 용기에 넣고 회전시키면서 구형으로 가공·건조해 만들며, 사용할 때는 물에 불린 다음 삶아 쓴다. 주로 버블티 등에 쓰인다.

## 이름
대만 등 중국어권에서는 펀위안(중국어 정체자: 粉圓, 간체자: 粉圆, 병음: fĕn yuán, 한자음: 분원)으로 알려져 있으며, 이는 "(녹말)가루"를 뜻하는 "펀(粉→가루 분)과 "둥근 것"을 뜻하는 "위안(圓→둥글 원)"을 합친 말이다. 대만 등에서는 훈잉(민난어: hún-îⁿ), 홍콩 등에서는 판윈(광둥어: 粉圓, 월병: fan2 jyun4) 등의 방언 발음으로도 알려져 있다.
버블티에 쓰일 때는 등에 쓰일 때는 단순히 펄(영어: pearl)로 불리기도 한다. 대만 등 중국어권에서 부르는 이름은 전주(중국어: 珍珠, 병음: zhēnzhū)와 보바(중국어: 波霸, 병음: bōbà)이다. 영어 "펄"은 "진주"를 뜻하는 중국어 "전주"의 직역이다. 중국어 "보바"를 영어 "버블"로 번역하기도 하지만, 이는 비슷한 발음을 활용한 의역이며, 영어 "버블 티"의 "버블"은 타피오카 펄이 아니라 버블티를 흔들었을 때 생기는 거품 층을 가리킨다.

## 역사
녹말로 쫄깃쫄깃한 "펄"을 만들어 후식이나 음료 재료로 쓰는 것은 동남아시아 섬 지역의 전통이다. 이 지역에서는 오랫동안 야자심이나 찹쌀 등으로 사고 펄, 란당, 카옹 같은 "펄"을 만들어 빌로빌로, 할로할로, 에스 참푸르 등 여러 가지 음식에 써왔는데, 이후 신대륙 작물인 카사바가 전래되면서 사고 펄의 저렴한 대체제로 타피오카 펄이 만들어지기 시작했다.
민난족 디아스포라를 통해 타피오카 펄이 동남아시아에서 중화권으로 전해졌으며, 대만에서 버블티가 개발되어 한국 등 전 세계로 알려져 인기를 얻게 되었다.

## 종류

### 크기
흔히 쓰이는 타피오카 펄은 2.3 (8.5mm) 크기이며, '미니 펄'로 불리는 더 작은 크기는 1.0 (5mm)이다. 사고 펄은 2mm 정도 가까이기도 한다.

### 색깔
검은색 펄(黑珍珠, black pearl), 호박색 펄(琥珀珍珠, amber pearl), 흰색 펄(白珍珠, white pearl) 등이 있다.

### 속재료
- 팥 펄(包心粉圓, red bean pearl): 가운데에 팥이 들어 있다.

## 사건

### 타피오카 펄 발암물질 사건
2012년 독일연방유해평가원(German Federal nstitute for Risk Assessment) 조사 결과, 독일에서 판매되는 버블티의 대만산 타피오카 펄에서 폴리염화바이페닐, 아세토페논 등 인체에 유해한 화학물질을 검출되었던 사건이 있다. 조사는 루르 지방 서쪽 뮌헨글라드바흐에서 판매되는 버블티를 대상으로 이루어졌으며, 유해 성분이 검출된 타피오카 펄은 모두 타이완산인 것으로 알려졌다. 또한 타피오카가 유행하는 일본에서도 지속적으로 타피오카의 발암성에 대해 경고하고 있다.

### 공업용 전분 사건
2013년 대만에서 만든 타피오카 펄에서 공업용 전분이 발견된 사건이 있다. 식약처에 따르면 공업용 전분을 함유한 타피오카 펄이 대한민국에도 50톤 수입되어 계속 팔렸었고, 적발된 이후에야 판매 금지 조치가 취해졌다.

## 같이 보기
- 사고 펄 • 타피오카 펄 •버블티